# Dofteana (gmina)
Dofteana – gmina w Rumunii, w okręgu Bacău. Obejmuje miejscowości Bogata, Cucuieți, Dofteana, Hăghiac, Larga, Seaca i Ștefan Vodă. W 2011 roku liczyła 9346 mieszkańców.